# Kanon medycyny

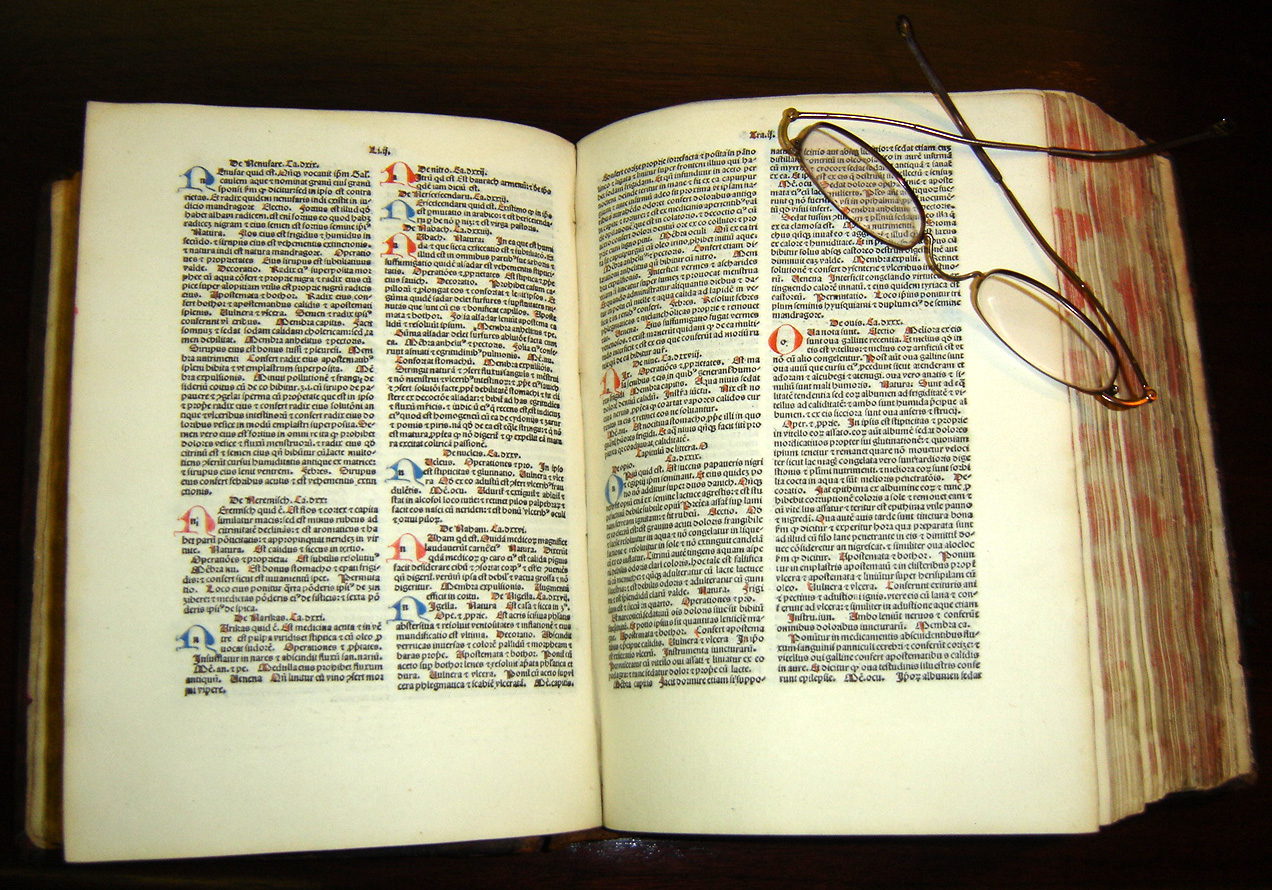
Łacińska kopia Kanonu medycyny datowana na 1484 rok.

Kanon medycyny (Tib konunlari; Kanun fi't-tibb; łac. Canon medicinae) − dzieło Ibn Siny, zwanego Awicenną. Przyjęty europejski tytuł to Canon medicinae.
Kanon składał się z pięciu ksiąg. Każda księga dzieliła się na traktaty a te na rozdziały.
Zagadnienia dotyczące ćwiczeń fizycznych i ich zastosowanie zostały przedstawiony w księdze I.
Kanon medycyny był używany jako podręcznik w uczelniach medycznych do schyłku wieku osiemnastego.